# فرودگاه شهری انیتا
فرودگاه شهری انیتا (به انگلیسی: Anita Municipal Airport) (به زبان بومی: Kevin Burke Memorial Field) یک فرودگاه همگانی بهره‌برداری هوایی است که یک باند فرود چمن دارد و طول باند آن ۸۶۱ متر است. این فرودگاه در کشور ایالات متحده آمریکا قرار دارد و در ارتفاع ۳۸۱ متری از سطح دریا واقع شده است.